# Kaden Groves
Kaden Groves   (Gympie, 23 de desembre de 1998) és un ciclista australià, professional des del 2017. Actualment corre a l'equip Alpecin-Deceuninck.
Groves començà a destacar en categoria júnior, guanyant el campionat nacional en ruta de la categoria del 2016. Poc a poc anà guanyant diverses etapes en curses asiàtiques, per fer el gran salt el 2022. Aquell any guanyà una etapa de la Volta a Catalunya i una altra a la Volta a Espanya. Aquests èxits el van dur a fitxar per l'Alpecin-Deceuninck de cara al 2023 i 2024. El 2023 guanyà, entre d'altres, dues etapes a la Volta a Catalunya i una etapa al Giro d'Itàlia.

## Palmarès
- 2016
  -  Campió d'Austràlia de ciclisme en ruta júnior
  - 1r a la Darren Smith Cycle Classic
- 2017
  - Vencedor de dues etapes al Tour del llac Poyang
  - Vencedor d'una etapa al Tour de Fuzhou
- 2018
  - Vencedor d'una etapa al Tour del llac Qinghai
  - Vencedor d'una etapa al Tour de Quanzhou Bay
  - Vencedor d'una etapa al Tour de Fuzhou
- 2019
  - Vencedor de dues etapes al Triptyque des Monts et Châteaux
  - Vencedor de dues etapes al Circuit de les Ardenes
  - Vencedor d'una etapa a la Ronda de l'Isard
- 2020
  - Vencedor de dues etapes al Herald Sun Tour
- 2021
  -  Campió d'Austràlia de critèrium
  - Vencedor d'una etapa a la Volta a Eslovàquia
- 2022
  - Vencedor d'una etapa a la Volta a Catalunya
  - Vencedor d'una etapa a la Volta a Turquia
  - Vencedor d'una etapa a la Volta a Espanya
- 2023
  - 1r a la Volta Limburg Classic
  - Vencedor de dues etapes a la Volta a Catalunya
  - Vencedor d'una etapa al Giro d'Itàlia
  - Vencedor de tres etapes a la Volta a Espanya
- 2024
  - Vencedor de tres etapes a la Volta a Espanya
- 2025
  - Vencedor d'una etapa al Giro d'Itàlia
  - Vencedor d'una etapa al Tour de França

### Resultats a la Volta a Espanya
- 2022. 113è de la classificació general. Vencedor de la 11a etapa
- 2023. 122è de la classificació general. Vencedor de la 4a, 5a i 21a etapes
- 2024. 100è de la classificació general. Vencedor de la 2a, 14a i 17a etapes.  Vencedor de la classificació per punts

### Resultats al Giro d'Itàlia
- 2023. Abandona (12a etapa). Vencedor d'una etapa
- 2024. 91è de la classificació general
- 2025. 107è de la classificació general. Vencedor de la 6a etapa

### Resultats al Tour de França
- 2025. 86è de la classificació general. Vencedor de la 20a etapa